# Topaz (sieć handlowa)
Topaz – polska sieć handlowa, we wschodniej Polsce (wschodnia część woj. mazowieckiego, południowa część woj. podlaskiego, północna część woj. lubelskiego). Właścicielem jest Zbigniew Paczóski, siedziba znajduje się w Sokołowie Podlaskim.
Obecnie sieć liczy 71 placówek handlowych i 60 franczyzowych Topaz Express, 3 stacje paliw, zakład rozbioru drobiu, ciastkarnię firmową Natalia i Szymon, restauracje szybkiej obsługi Top Drive, browar restauracyjny Brofaktura, hotel ze spa Hetman oraz park handlowy.

## Historia
Firma powstała w 1993 roku. Początkowo posiadała jeden sklep prowadzony (pierwotnie w zaadaptowanym garażu) przez właściciela, w którym zaopatrywał okolicznych mieszkańców w podstawowe artykuły spożywczo-przemysłowe. Z czasem zaczęły powstawać kolejne sklepy.

### Topaz Express
W maju 2009 roku sieć wprowadziła nowy format sprzedaży – osiedlowe sklepy franczyzowe Topaz Express.

### Topaz Cash and carry
Dnia 30 stycznia 2021 tuż obok Centrum Logistycznego Produktów Świeżych Topaz w Starym Opolu został otworzony pierwszy Topaz typu „cash and carry”. Z czasem sklep został jednak przekształcony w standardowy, większy supermarket.

### Park handlowy Topaz
Dnia 12 lutego 2025 r. w Siemiatyczach na ul. 11 Listopada otwarto park handlowy Topaz. Wśród znajdujących się tam sklepów można wymienić supermarket Topaz, Sinsay, Action oraz restaurację TopDrive. Planowana jest jeszcze budowa drugiej części parku.